# 山下规子
山下规子（1945年3月6日—），山口县出身，是一名日本前排球运动员。她在1972年夏季奥林匹克运动会中，参加了女子排球比赛并获得银牌。她也获得过1970年世界女子排球锦标赛银牌。